# Centrale idroelettrica di Antolina
La centrale idroelettrica di Antolina è situata nel comune di Crodo, nella provincia del Verbano-Cusio-Ossola.

## Caratteristiche
Si tratta di una centrale ad acqua fluente, che sfrutta le acque del rio Antolina.
I macchinari consistono in due gruppi turbina/alternatore, con turbine Pelton ad asse orizzontale.
La centrale è stata automatizzata nel 1985.